# Turzec-Bojary
Turzec-Bojary (biał. Турэц-Баяры, ros. Турец-Бояры) – wieś na Białorusi, w obwodzie mińskim, w rejonie mołodeckim, w sielsowiecie Lebiedziewo.
Dawniej używana nazwa – Bojary Turzeckie.
Oprócz zabudowy wiejskiej we wsi znajduje się również osiedle bloków mieszkalnych.
Miejscowość jest siedzibą parafii prawosławnej; znajduje się tu cerkiew pw. św. Aleksandra Newskiego.

## Historia
W czasach zaborów wieś w gminie Lebiedziewo, w powiecie wilejskim, w guberni wileńskiej Imperium Rosyjskiego. W 1865 roku liczyła 21 dusz rewizyjnych, należała do dóbr Prudy.
W latach 1921–1945 wieś leżała w Polsce, w województwie wileńskim, w powiecie wilejskim, od 1927 roku w powiecie mołodeczańskim,  w gminie Lebiedziewo.
Według Powszechnego Spisu Ludności z 1921 roku zamieszkiwały tu 100 osób, wszystkie było wyznania prawosławnego. Jednocześnie 3 mieszkańców zadeklarowało polską a 97 białoruską przynależność narodową. Było tu 18 budynków mieszkalnych. W 1931 w 22 domach zamieszkiwało 121 osób.
Wierni należeli do parafii rzymskokatolickiej i prawosławnej w Lebiedziewie. Miejscowość podlegała pod Sąd Grodzki w Mołodecznie i Okręgowy w Wilnie; właściwy urząd pocztowy mieścił się w Lebiedziewie.
W wyniku napaści ZSRR na Polskę we wrześniu 1939 miejscowość znalazła się pod okupacją sowiecką. 2 listopada została włączona do Białoruskiej SRR. Od czerwca 1941 roku pod okupacją niemiecką. W 1944 miejscowość została ponownie zajęta przez wojska sowieckie i włączona do Białoruskiej SRR.
Od 1991 w składzie niepodległej Białorusi.

## Przynależność państwowa i administracyjna
- ? – 1917  Imperium Rosyjskie, gubernia wileńska, powiat oszmiański
- 1917–1919  Rosyjska FSRR
- 1919–1920  Polska, Zarząd Cywilny Ziem Wschodnich, okręg wileński
- 1920  Rosyjska FSRR
- 1920–1922  Litwa Środkowa, powiat oszmiański
- 1922–1945[b]  Polska
  - województwo:
    - Ziemia Wileńska (1922–1926)
    - wileńskie (od 1926)

  - powiat:
    - oszmiański (1920–1927)
    - mołodecki (od 1927)

  - gmina Bienica
- 1945–1991  ZSRR, Białoruska SRR
- od 1991  Białoruś